# Herr Spindelbens märkvärdiga irrfärder och sällsamma äfventyr till lands och vatten

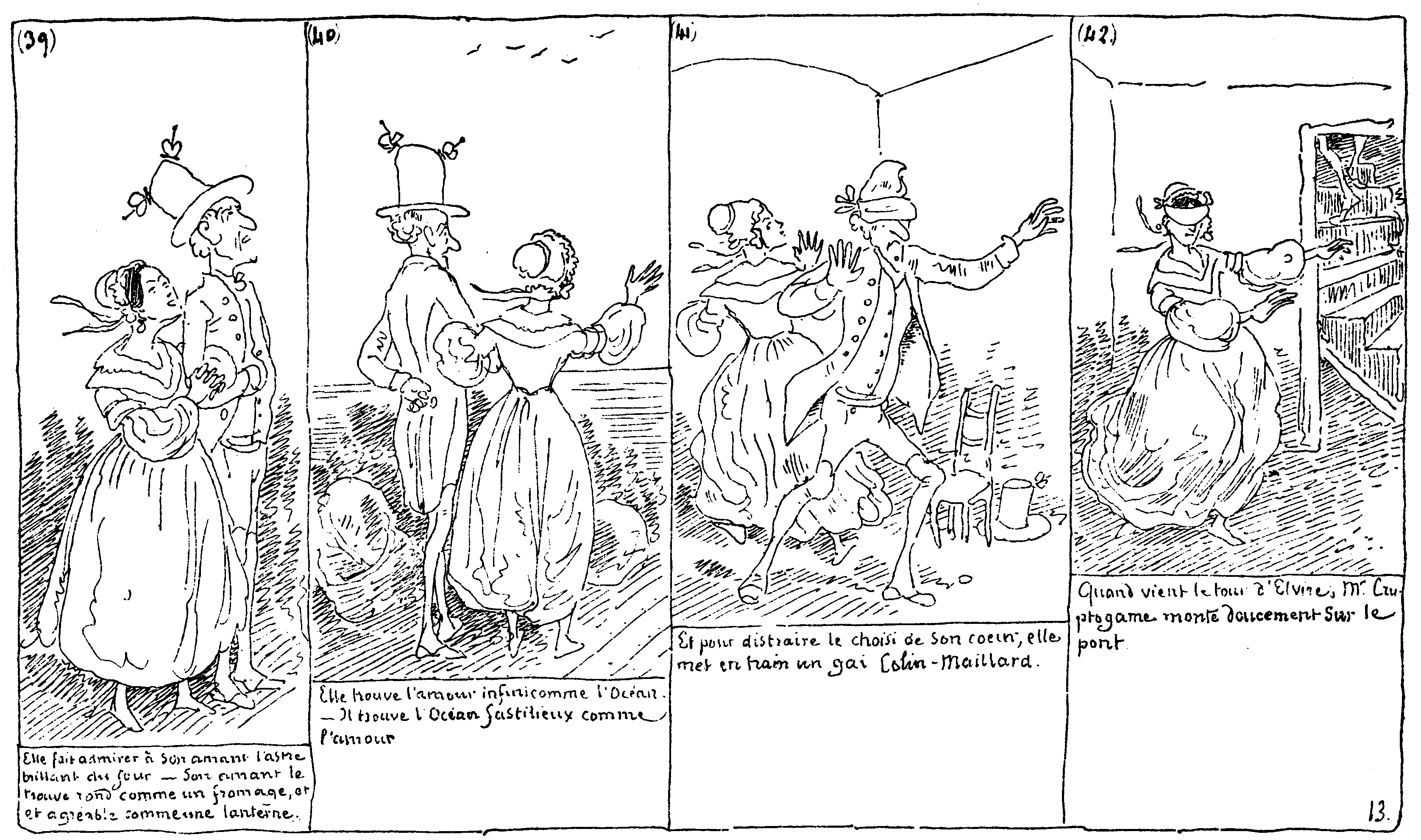
Sekvens ur Historie de M. Cryptogame

Herr Spindelbens märkvärdiga irrfärder och sällsamma äfventyr till lands och vatten är en serieberättelse av "den moderna seriens fader", schweizaren Rodolphe Töpffer. Den publicerades ursprungligen 1845 i fransk veckopress under titeln Historie de M. Cryptogame. Två år senare publicerades den på svenska i vad expertisen brukar beteckna som det första svenskutgivna seriealbumet. 

## Historik
Mot slutet av sin korta levnad skapade konstnären Töpffer sina sju berömda histoires en images, bildberättelser bestående av sidoställda bilder i sekvens. Bildberättelserna gjordes i form av autografier (en typ av litografi). De var ursprungligen inte ägnade för publicering, men flera av hans kollegor och bekanta (däribland ingen mindre än Johann Wolfgang von Goethe) övertalade honom sedermera att ge ut berättelserna i bokform.
Herr Spindelben var emellertid en av Töpffers allra sista berättelser och publicerades ursprungligen som följetong innan den samlades i bokform. I början av 1845 gick den i en fransk veckotidning under titeln Histoire de M. Cryptogame. 
1846 dog Töpffer, men en postum bokutgåva av historien var redan planerad i Tyskland. Inför bokutgivningen bearbetades historien lätt av en annan (ej namngiven) tecknare, en viss censur utfördes, och den gjordes överhuvudtaget mer barnboksaktig. De bifogade prosatexterna som Töpffer hade gett bilderna ersattes med rimmad vers. Albumet fick den tyska titeln H. Steckelbein då den gavs ut i Leipzig 1847.
Serien översattes snart till många språk och utkom i många länder, i medlet av seklet i åtminstone Frankrike, England, USA, Tyskland, Sverige och Danmark. I Finland utgavs serien på finska i en till texten kraftigt omarbetad version i åbotidningen Sanomia Turusta år 1857, och i bokform 1862, 1871, 1923, 1934 och 1972. En nyöversättning till finska trogen originalet utkom i bokform 2007.

## Svensk utgivning
Det var denna tyska version som samma år gavs ut på D.F. Bonniers förlag i Göteborg. Samtidigt kom den även i Danmark och Holland. Den svenska översättningen gjordes av signaturen Oddvar Odd. 
På omslaget till det svenska utgåvan anges emellertid inte Rodolphe Töpffer som upphovsman, utan får gå under den något förbryllande pseudonymen Jockum Träsnidare. Hela krediteringen lyder: "Komiskt album, författadt i teckningar af Jockum Träsnidare och upplyst i konstiga rim af Oddvar Odd". Redan 1847 använde man alltså ordet album om serieutgivning i bokform.
1879 kom en svensk nyutgåva av Herr Spindelben, i något större format.
Den svenska utgåvan består av 146 sidor med tecknade bilder i sekvens, vanligtvis en teckning per sida, men några gånger två i rad. Under varje bild finns sex rader parrimmad vers (som alltså inte fanns med i Töpffers originalversion). Det är det sekventiella bildberättandet med minst två direkt sammanhängande bilder i följd, som gör att boken betraktas som en serie.

## Handling
Herr Spindelben är en medelålders fjärilsfångare som är hårt övervakad av sin syster Märtha. Han lyckas fly till sjöss, jagad av systern, men slukas av en val, där han träffar på ett flertal märkliga gestalter. Innan berättelsen är över har Spindelben hunnit färdas över hela världen. I slutändan trolovas han med den fagra Lisalill, som han träffat i valmagen, och får åtta styvbarn på köpet. Systern Märtha exploderar bokstavligen av ilska.
I originalversionen var Spindelbens "syster" i själva verket hans fästmö, men det ändrades i och med den tyska utgåvan 1847, som även stod förlaga till den svenska. Man censurerade även bort hennes avrättning av två turkiska högreståndspersoner.